# Pokémon Channel
Pokémon Channel (ポケモンチャンネル～ピカチュウといっしょ!, Pokemon Chan'neru: Pikachū to Issho!) é um jogo da série Pokémon para Nintendo GameCube produzido pela Nintendo em que o jogador comandava um Pikachu muitas vezes com coisas envolvendo a televisão. É considerada como a continuação de Hey You, Pikachu!.

## Gameplay
O Prof. Carvalho que testar um novo tipo de TV onde tanto Pokémon como treinadores podem assistir e gostar. O jogador comandava um Pikachu que por acaso entrou na casa de um humano seguindo os Magnemites que entregavam a TV. Maravilhado com os programas, este decidiu começar a assistir à TV todos os dias. O jogador, além de interagir com os programas e com o Pikachu, também explorava o lado de fora da casa, vendo e observando vários Pokémon. A cada dia que vai passando, mais canais eram adicionados.
O jogo usa o relógio interno do GameCube em tempo real, assim como Animal Crossing.

## Pokémon Mini
O jogador possuía um Pokémon Mini, um pequeno Game Boy com minigames de Pokémon. Era necessário comprar jogos do Shop N' Squirtle

## Jirachi
Era possível transferir um Jirachi de Pokémon Channel para Pokémon Ruby & Sapphire, mas ele só era disponível nas versões Europeias e Australiana.

## Recepção
Três dias após seu lançamento japonês, o  Pokémon Channel  vendeu 12.581 cópias, tornando-se o décimo terceiro jogo mais vendido entre todas as plataformas durante sua semana de lançamento (14 de julho a 20 de julho). Em 17 de agosto de 2003, suas vendas japonesas totalizaram 38.617 cópias.O título havia vendido 66.373 cópias no Japão até 28 de dezembro do mesmo ano.